# Lac à la Pluie
Le lac à la Pluie (en anglais : Rainy Lake) est une étendue d'eau située au Canada à la limite des États-Unis.
Le lac à la Pluie s'étend depuis l'extrémité nord du Minnesota à la hauteur de la ville frontière de International Falls et du parc national des Voyageurs, puis s'étend sur toute sa surface dans la province de l'Ontario à partir de la ville frontière canadienne Fort Frances. Sa rive sud est constituée pour l'essentiel par la façade nord de la péninsule de Kabetogama, dans le Minnesota.
Le lac à la Pluie donne naissance à la rivière à la Pluie qui s'écoule à la limite des deux pays.
Un pont international, le pont international Fort Frances-International Falls, franchit la frontière américano-canadienne sur la rivière à la Pluie près du lac à la Pluie.
Géologiquement, le lac à la Pluie, fait partie du bouclier canadien datant du Précambrien et conserve les caractéristiques qui lui sont associés, comme une ancienne caldeira et une ligne de faille qui peut être clairement visibles sur les images satellites du lac. Les nombreuses îles, qui émergent du lac, sont constituées de roches anciennes du Précambrien. Cette roche a été considérablement affectée par la glaciation qui domine une grande partie de l'histoire géologique récente de cette région.

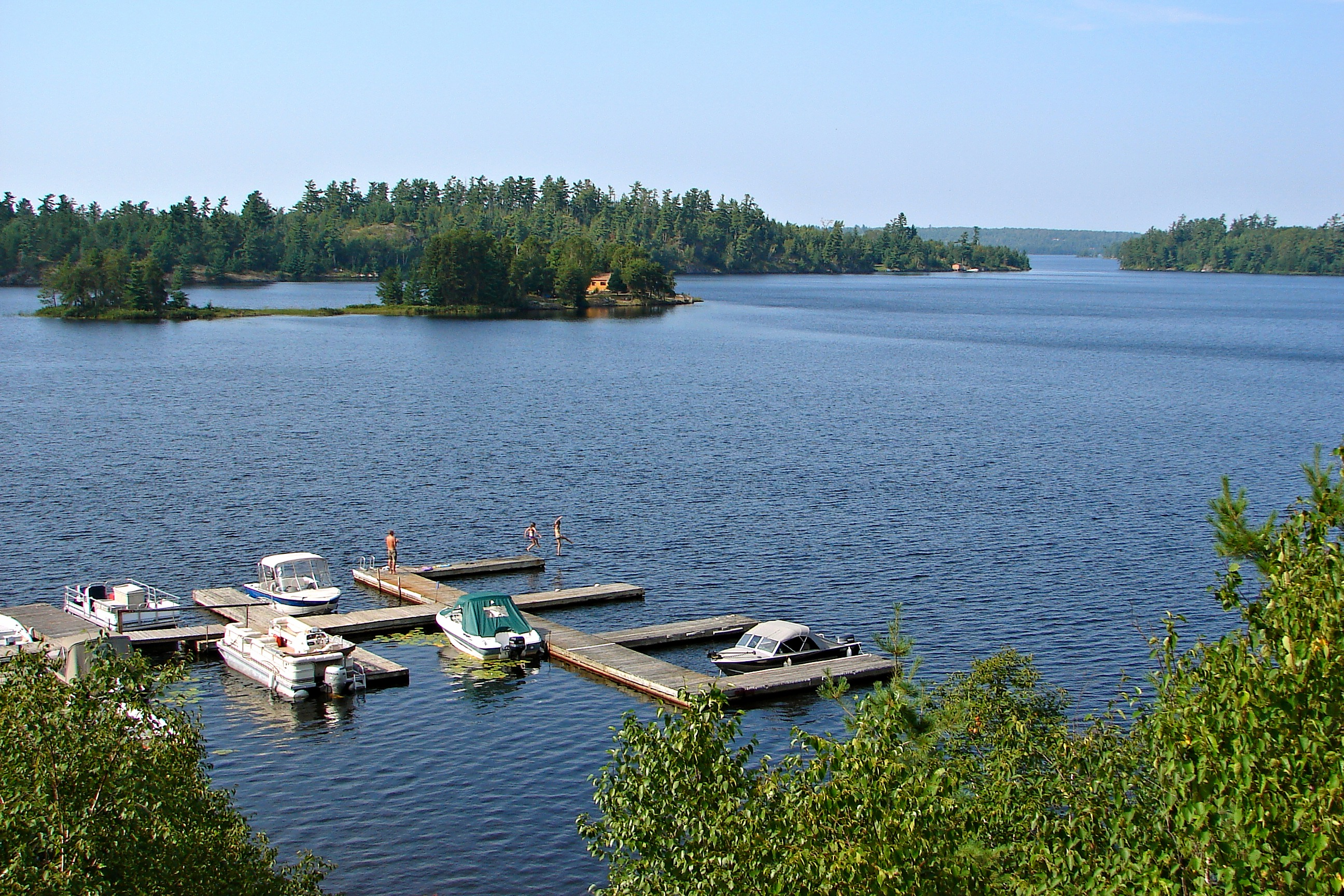
Baie Moran de lac à la Pluie